# Roy Barth
Roy Barth (San Diego, 30 marzo 1947) è un ex tennista statunitense.

## Carriera
In carriera ha vinto un titolo di doppio, il Pennsylvania Lawn Tennis Championship nel 1974, in coppia con il venezuelano Humphrey Hose. Nei tornei del Grande Slam ha ottenuto il suo miglior risultato raggiungendo il quarto turno nel singolare agli US Open nel 1969, e nel doppio misto a Wimbledon nel 1970.

## Statistiche

### Doppio

#### Vittorie (1)
| Numero | Anno           | Torneo                                        | Superficie | Compagno      | Avversari in finale       | Punteggio |
| 1.     | 25 agosto 1974 | Pennsylvania Lawn Tennis Championship, Merion | Erba       | Humphrey Hose | Mike Machette Fred McNair | 7-6, 6-2  |

#### Finali perse (1)
| Numero | Anno           | Torneo                                | Superficie | Compagno   | Avversari in finale    | Punteggio          |
| 1.     | 4 ottobre 1970 | Pacific Coast Championships, Berkeley | Cemento    | Tom Gorman | Robert Lutz Stan Smith | 2-6, 5-7, 6-4, 2-6 |